# 道の駅石神の丘
道の駅石神の丘（みちのえき いしがみのおか）は、岩手県岩手郡岩手町にある国道4号の道の駅である。愛称は北緯40度 岩手町。

## 施設
- 駐車場
  - 普通車：60台
  - 大型車：10台
  - 身障者用：7台
- トイレ （いずれも24時間利用可能）
  - 男：大 3器、小 8器
  - 女：10器
  - 身障者用：2器
- 公衆電話：1台
- 産直・物産コーナー
- レストラン（10:30-19:00 11-3月18:00まで）
- 売店（9:00-17:00 11-3月16:00まで）
- 野外美術館「石神の丘美術館」（9:00-17:00 12-3月16:00まで）
- 工房
- 情報休憩施設24時間

## 休館日
- 1月1日・12月31日
- 石神の丘美術館：年末年始・12-3月の月曜日（祝日の場合は翌日）

## アクセス
- 国道4号沼宮内バイパス（奥州街道、陸羽街道）
- JR東日本東北新幹線・IGRいわて銀河鉄道 いわて沼宮内駅から
  - バス利用の場合　岩手県北バス
    - [B31][B33][B35][B51][B53][B65][B67][B68][B70][B71][B82]、以上の系統を利用。｢沼宮内高校前｣下車。徒歩1分

  - 徒歩の場合、約20分

## 周辺
- 岩手県立沼宮内高等学校
- 岩手町役場
- 岩手県道17号岩手平舘線
- 岩手町総合開発センター
- 岩手町立沼宮内小学校